# ОМШ „Стеван Стојановић Мокрањац” Бијељина
Музичка школа „Стеван Стојановић Мокрањац“ налази се у Бијељини, у Републици Српској, Босна и Херцеговина. Названа је по чувеном српском композитору XIX и XX века, Стевану Стојановићу Мокрањцу.

## Назив
Музичка школа у Бијељини, под тим именом почела је са радом 1953. године. Касније је име више пута мењано, па се тако звала још и „Основна музичка школа“, односно „Школа за основно музичко образовање“. Име „Стеван Стојановић Мокрањац“, усвојено је 1992.

## Историјат
Школу је основао Савет за просвету и културу тадашњег градског одбора Биљејине. Први директор ове установе био је Илија Крсмановић. Одређени број ученика настављао је школовање након завршене музичке школе, а велики број њих се враћао и свој рад започињао управо у овој институцији. Школа је у почетку располагала са два стара клавира, неколико дувачких инструмената и једним виолончелом, док се настава одвијала у две учионице. Од оснивања, 1953, до 1959. формирано је свих шест разреда ниже музичке школе, разврстаних у наставничке класе. Тек након тога, школа је добила неопходне просторије за рад и вежбање свих ученика.
У годинама након распада Југославије и за време рата у Босни и Херцеговини, школа је опстајала у веома тешким условима и са малим бројем наставног особља. Ипак, на иницијативу тадашње директорке, професорке Десанке Тракиловић, у јуну месецу 1992. године основана је средња музичка школа у саставу овог здања. Све до данас, школа се одржала на два образовна нивоа. У периоду од 1979. до 2009, основну музичку школу годишње је уписивало око 180 ученика, док је цифра уписаних у средњу музичку школу након њеног оснивања достизала 70 ђака.
У мају 2013. године одржана је изложба поводом јубилеја школе, која је те године бројала 350 ученика на основном и 70 на средњем степену образовања. За 60 година постојања, ученици ове школе освојили су више од 1500 награда, диплома и захвалница на такмичењима широм света.
У неке од најпознатијих ученика ове школе убрајају се Милена Кајмаковић, Неџад Исахбеговић, Снежана Казанџић, Снежана и Несима Дубравчевић, Софија Богдановић...

## Образовни профили
Основна и музичка школа „Стеван Стојановић Мокрањац“ у Бијељини подељене по одсецима. Поред теоријског одсека, данас постоје и инструментални одсеци за хармонику, клавир, виолину, гитару, флауту, соло певање, виолу и виолончело.

## Директори школе
Директорску функцију школе од њеног оснивања обављали суː
- 1953–1961 Илија Крсмановић
- 1961–1979 Владимир Казанџић
- 1979–1992 Неџад Исахбеговић
- 1992–1993 Десанка Тракиловић
- 1993–1995 Љубиша Филиповић
- 1995–2009 Десанка Тракиловић
- 2009–2017 Игор Ђукановић
- 2017– Младен Јефимић